# Taskenti metró
A taskenti metró (üzbégül: Toshkent metropoliteni) Üzbegisztán fővárosa, Taskent metróhálózata. Összesen négy vonalból áll.

## Állomások
Csilonzor vonal
- Qipchoq
- Afrosiyob
- Sirgʻali
- Toshkent halqa yoʻli
- Choshtepa
- Olmazor
- Chilonzor
- Mirzo Ulugʻbek
- Novza
- Milliy bogʻ
- Xalqlar doʻstligi
- Paxtakor
- Mustaqillik maydoni
- Amir Temur xiyoboni
- Hamid Olimjon
- Pushkin
- Buyuk ipak yoʻli

Üzbegisztán vonal
- Beruniy
- Tinchlik
- Chorsu
- Gʻafur Gʻulom
- Alisher Navoiy
- Oʻzbekiston
- Kosmonavtlar
- Oybek
- Toshkent
- Mashinasozlar
- Doʻstlik

Junuszabad vonal
- Turkiston
- Yunusobod
- Shahriston
- Bodomzor
- Minor
- Abdulla Qodiriy
- Yunus Rajabiy
- Ming oʻrik

Gyűrűs (Üzbegisztán függetlenségének harminc éve) vonal
- Doʻstlik-2
- Ohangaron
- Tuzel
- Iltifot
- Rohat
- Yangiobod
- Qoʻyliq